# Mitsuharu Misawa
Mitsuharu Misawa (jap. 三沢 光晴, Misawa Mitsuharu; * 18. Juni 1962 in Yūbari, Hokkaidō; † 13. Juni 2009 in Hiroshima) war ein japanischer Wrestler und Wrestling-Promoter. Er zählt zu den erfolgreichsten japanischen Wrestlern der Geschichte. Misawa stand von 1981 bis 2000 bei All Japan Pro Wrestling unter Vertrag, wo er fünf Mal die Triple Crown Heavyweight Championship gewann. Er war Mitgründer von Pro Wrestling NOAH. 2009 verstarb Misawa nach einem Unfall während eines Matches.

## Karriere
Am 21. August 1981 gab Misawa sein Debüt für All Japan Pro Wrestling. Bis zum 17. Mai 1990 trug er während Kämpfen eine Maske und trug den Namen Tiger Mask II. Nach einem Teamkampf forderte er seinen Partner Toshiaki Kawada auf, ihn zu demaskieren.
Am 8. Juni 1990 besiegte er in seinem ersten Hauptkampf in der Nippon Budokan Jumbo Tsuruta. Einen Monat später kämpfte er das erste Mal um die Triple Crown-Gewinner, die größte Weltmeisterschaft zu damaliger Zeit. Auch wenn er gegen Stan Hansen verlor, war dies sein Durchbruch als Wrestler.
1991 durfte er im Team mit Kawada den AJPW World Tag Team Title gewinnen. Misawa dominierte All Japan Pro Wrestling im Verlauf der 90er Jahre, mit mehreren Regentschaften als Triple Crown und AJPW World Tag Team Titel Champion. er hatte legendäre Fehden mit Jumbo Tsuruta, Toshiaki Kawada und Kenta Kobashi. Misawa, der in Japan Legendenstatus genießt, trat in den USA für Ring of Honor (ROH), Pro Wrestling Iron sowie WLW (von Harley Race) an. Auch in Deutschland war Misawa aktiv, dort trat er 2005 bei westside Xtreme wrestling an.
Nach dem Tod von Shōhei Baba, dem Besitzer der AJPW, verließ Misawa die Promotion im Jahr 2000 und gründete zusammen mit anderen japanischen Wrestlern die Pro Wrestling NOAH. Hier gewann er drei Mal den GHC Heavyweight Championship und zwei Mal den GHC Tag Team Championship.
Am 13. Juni 2009 wurde Misawa bei einer NOAH Show von seinen Gegnern mit einem Back Suplex auf die Ringmatte befördert und kam dabei mit dem Nacken auf. Bei diesem Aufprall erlitt er vermutlich eine Rückenmarksverletzung und konnte sich nicht mehr bewegen. Diese Rückenmarksverletzung verursachte zusätzlich einen Kreislaufstillstand, der herbeigeeilte Ringarzt behandelte ihn noch im Ring mit einem Defibrillator und einer Herzmassage. Auf dem Weg ins Krankenhaus in Hiroshima Stadt verstarb Misawa.
Der Japaner galt als einer der besten Kämpfer der vergangenen Jahrzehnte.

## Erfolge
All Japan Pro Wrestling
- 2× All Asia Tag Team Champion (1× mit Kenta Kobashi, 1× mit Yoshinari Ogawa)
- 5× AJPW Triple Crown Champion
- 5× AJPW World Tag Team Champion (2× mit Toshiaki Kawada, 1× mit Kenta Kobashi, 1× mit Jun Akiyama, 1× mit Yoshinari Ogawa)
- 1× PWF World Tag Team Championship (1× mit Jumbo Tsuruta)

National Wrestling Alliance
- 1× NWA International Junior Heavyweight Champion

Pro Wrestling NOAH
- 3× GHC Heavyweight Champion
- 2× GHC Tag Team Champion (2× mit Yoshinari Ogawa)